# GRB 970508
GRB 970508是一次於协调世界时1997年5月8日21点42分發生的伽瑪射線暴（简称），即伽瑪射線瞬間急速增強。伽瑪射線暴的發生通常與遙遠星系的爆炸相關，放出電磁波中能量最強的伽瑪射線，並且在之後的一段長時間內放射波長較長的“餘輝”（X射線、紅外線、可見光、紫外線和無線電波）。
是被安裝在X射線天文學衛星上的伽瑪射線暴監視系統探測到的。天文學家马克·梅茨格（Mark Metzger）断定，的爆發點距離地球有60億光年，這是人們第一次量度伽瑪射線暴的距離。
這次爆發前，天文學界並對於伽瑪射線暴發生地點會距離地球多遠並沒有共識。一些學者認為它們發生在銀河系以內，但因為能量不高而顯得暗淡；其他學家則認為它們發生在宇宙大尺度距離上，並不發生在銀河系內，而且能量極高。儘管伽瑪射線暴可能有很多種，意味著兩種理論可以共存，但是這次量度出來的大距離明確地證明射線暴發生在銀河系外。
GRB 970508也是第一個被探測到放射無線電波“餘輝”的伽瑪射線暴。天文學家戴爾·弗雷利用無線電波強度的波動，得以算出其來源膨脹的速度幾乎達到光速。這提供了有力的證據，證明伽瑪射線暴是相對論性的爆炸。

## 發現

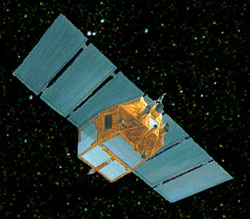
藝術家绘制的BeppoSAX衛星假想圖

第一個伽瑪射線暴是在1967年由維拉號人造衛星（一系列用於探測太空中核爆的衛星）观测到的。第一個被觀測到的伽瑪射線暴餘輝是的X射線餘輝，由（一顆意大利—荷蘭人造衛星，主要任務是研究X射線）發現。
协调世界时1997年5月8日21点42分，衛星上的伽瑪射線監視儀器記錄到了一個伽瑪射線暴，其時長為15秒。這次爆發也被研究太陽的尤利西斯號及康普頓伽瑪射線天文台上的“爆炸及瞬時爆發源實驗”探測到，並位於衛星兩個X射線廣角相機的拍攝範圍內。幾個小時以內，衛星工作小組就將其位置固定在一個直徑大約10角分的誤差範圍內。

## 觀測

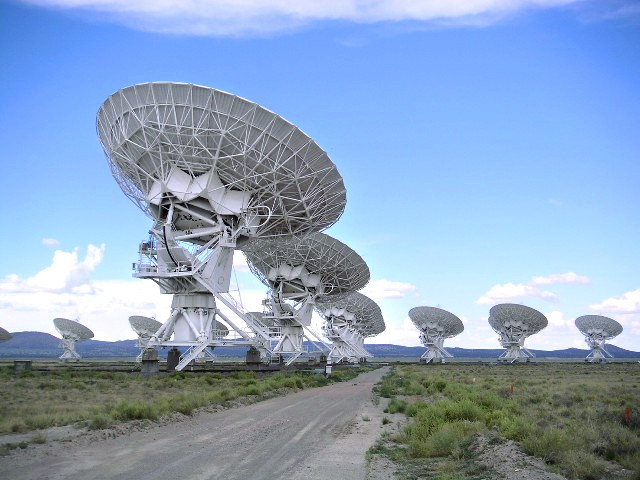
位於新墨西哥州的甚大天線陣

確定好射線暴的粗略位置之後，工作小組成員恩里科·科斯塔（Enrico Costa）聯絡了美國國家射電天文台甚大天線陣的天文學家戴尔·弗雷尔。后者于协调世界时1点30分（發現後4小時內）開始在20厘米波長做觀測。弗雷尔在準備觀測的時候，聯絡了正在操作海爾望遠鏡的天文學家斯坦尼斯拉夫·杰科夫斯基（Stanislav Djorgovski）。后者马上对照了他的照片與數位巡天上之前的照片，但並沒有發現誤差範圍以外的新信號。杰科夫斯基在加州理工學院的同事對數據進行了更多分析，但也找不到任何新信號。
第二晚，杰科夫斯基再次觀測同一區域。他比較了兩晚的圖片，但沒有天體的光度在5月8日至9日有明显减弱。梅茨格注意到有一顆星體增加了亮度，但他估計那是顆變星，而不是伽瑪射線暴。由简·凡·帕拉迪斯（Jan van Paradijs）率領的一個阿姆斯特丹研究團隊成員泰图斯·嘉拉玛（Titus Galama）和保罗·格鲁特（Paul Groot）對比了望遠鏡於8號和威廉·赫歇爾望遠鏡於9號所拍攝的照片，同樣未能發現在此時段減弱亮度的光源。
發現了此次射線暴的X射線余光之後，團隊提供了一個更準確的方位，而梅茨格之前以為是變星的星體仍然在這個誤差較小的範圍內存在。加州理工大學團隊和阿姆斯特丹的團隊均未發布任何有關這顆天體的結論。5月10日空間望遠鏡研究所的霍華德·邦德發布了他的發現，並由之後的可見光余光證實。
1997年5月10日晚之11號清晨，梅茨格的同事查尔斯·斯泰德尔（Charles Steidel）在凱克天文台錄得了該星體的光譜，並將數據交給梅茨格。梅茨格其後辨認了一組鎂和鐵的吸收譜線，得出紅移值為z = 0.8349 ± 0.0002，表示來自射線暴的光線已被大約60億光年以外的物質吸收。儘管射線暴本身的紅移還未被確認，但是我們能夠推論射線暴來自更加遙遠的地方，因為吸收光譜的物質必須處於地球與射線源之間。光譜中缺少莱曼α森林，因此限制了紅移值z ≤ 2.3。芝加哥大學的丹尼尔·E·里查特（Daniel E. Reichart）经进一步研究指出z ≈ 1.09。這是第一次科學家能夠量度伽瑪射線暴的紅移卡拉阿托天文台錄得了數條可見光光譜，波長位於4,300 Å（430 nm）至7,100 Å（710 nm）和3,500 Å（350 nm）至8,000 Å（800 nm），但並未發現發射譜線。
被發現後5天，於5月13日，弗雷尔繼續用甚大天線陣進行觀測。他在射線暴處觀察波長3.5厘米，並立即探測到強信號。24小時之後，這個信號明顯增強，另外他也探測到波長為6厘米和21厘米的信號。這是第一次確認發現了伽瑪射線暴的無線電余光。
之後的一個月內，弗雷尔觀測到這個無線電源的亮度各天有著明顯的波動，但平均持續上升。不同波長信號的波動並不一致，普林斯頓大學的杰里米·古德曼（Jeremy Goodman）解釋這是因為銀河系中星體間的電漿導致了無線電波的曲折。只有當放射源的視直徑小於3微角秒，這種無線電亮度的迅速變化才會發生。

## 特性
在能量範圍為40至700keV間運作的伽瑪射線暴檢測器錄得了(1.85 ± 0.3) × 10−6 erg/cm2 （1.85 ± 0.3 nJ/m2）的積分通量，而宽视场相机（2–26 keV）測得(0.7 ± 0.1) × 10−6 erg/cm2（0.7 ± 0.1 nJ/m2）的積分通量。爆发和瞬变源试验设备（简称）（20–1000 keV）錄得(3.1 ± 0.2) × 10−6 erg/cm2（3.1 ± 0.2 nJ/m2）的積分通量。
爆發後大約5小時，該天體在U頻（光譜的紫外線區域）的視星等為20.3 ± 0.3，在頻（光譜的紅色區域）為21.2 ± 0.1。首次探測到爆發後大約兩天，余光在兩個光譜區域達到亮度頂峰值，U頻的19.6 ± 0.3於5月11日02:13 UTC，和頻的19.8 ± 0.2於5月10日20:55 UTC。
在基特峰國立天文台的天文學家詹姆斯·E·罗兹（James E. Rhoads）分析了射線暴，並發現它的輻射的方向性不強。弗雷尔和他的同事進行進一步的分析，算出爆發放出的總能量約為5×1050 ergs（5×1043 J），而罗兹得出伽瑪射線的總能量約為3×1050 erg（3×1043 J）。這表示此次爆發的伽瑪射線與噴射物的動能相當，因此可以排除任何不能有效製造伽瑪射線的射線暴模型。

## 距離尺度與發射模型
這次爆發之前，天文學家對伽瑪射線暴的距離並沒有一致的觀念。儘管爆發的均向性表示他們並不在銀河系平面上發生，一些天文學家提出這些射線暴在銀河系的扁球體內發生，而其亮度不高是因為放射的能量不高。也有人認為射線暴發生在物理宇宙學範圍內的其他星系中，它們能被探測到是因為能量極高。所量度的距離和計算出來的射線暴釋放的總能量都支持後者理論，一場爭論就此結束。
整個5月，無線電訊號的波動逐漸消失。這表示自從探測到爆發之後，這無線電源顯著地擴大了。利用已知的距離和波動消失的時間，弗雷尔算出無線電源幾乎以光速膨脹。現有的模型已經包括了以相對論速度膨脹的可能性，但這是第一次有強烈的證據支持這一理論。

## 主星系

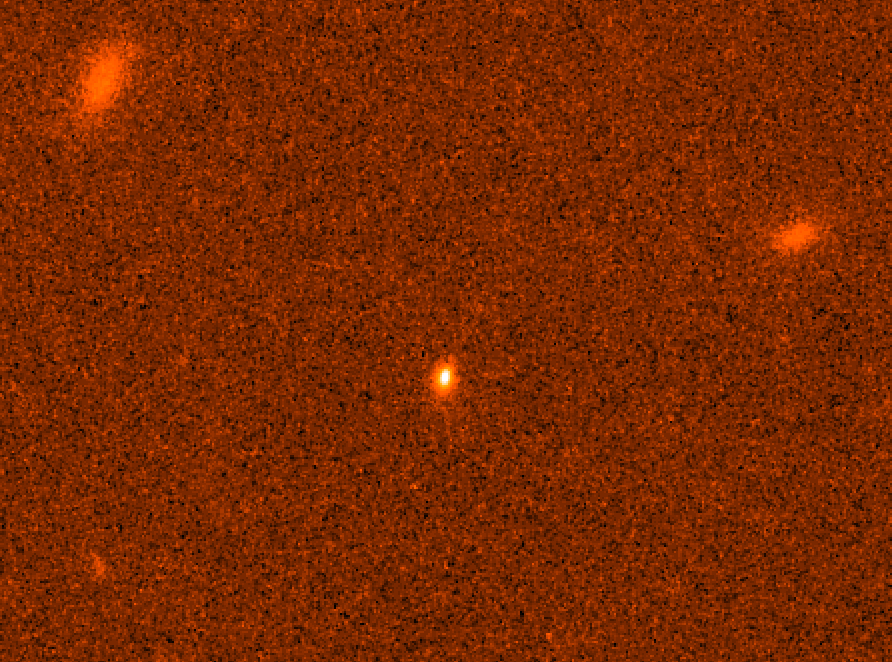
GRB 970508的主星系，攝於1998年8月

的余光在爆發被探測之後19.82天後達到頂峰亮度值，並其後以冪定律斜度減弱超過100天。余光最終消失，顯示出其寄主：一個不斷製造恆星的矮星系，視星等為V = 25.4 ± 0.15。這個星系符合扁率為0.70 ± 0.07的指數盤。可見光余光的紅移為z = 0.835，與主星系z = 0.83的紅移值相符，表示與過去觀測的射線暴有所不同，可能和一個活動星系核相關。

## 脚注
1. 1 2  Djorgovski 1997
2. ↑  Schilling 2002, pp. 12–16
3. ↑  Costa 1997
4. ↑  Schilling 2002, pp. 58–60
5. ↑  Pedersen 1997
6. 1 2  Schilling 2002, pp. 115–116
7. 1 2  Kouveliotou 1997
8. 1 2  Schilling 2002, pp. 116–117
9. 1 2 3  Schilling 2002, pp. 118–120
10. ↑  Bond 1997
11. 1 2  Schilling 2002, pp. 121–123
12. ↑  Varendoff 2001, p. 383
13. 1 2  Metzger 1997a
14. 1 2  Metzger 1997b
15. ↑  Katz 2002, p. 148
16. ↑  Katz 2002, p. 149
17. ↑  Schilling 2002, p. 120
18. ↑  Reichart 1998
19. 1 2 3  Castro-Tirado 1998
20. 1 2 3 4  Schilling 2002, p. 124
21. 1 2  Katz 2002, p. 147
22. ↑  NRAO 1997
23. 1 2  Schilling 2002, p. 125
24. ↑  Galama 1998
25. ↑  Rhoads 1999
26. 1 2  Paczyński 1999, p. 2
27. ↑  Schilling 2002, p. 123
28. ↑  Waxman 1998
29. ↑  Schilling 2002, p. 126
30. ↑  Piran 1999, p. 23
31. 1 2 3 4  Fruchter 2000
32. ↑  Bloom 1998